# Osgodby (Lincolnshire)
Pour les articles homonymes, voir Osgodby.
Osgodby est une paroisse civile et un village du Lincolnshire, en Angleterre.